# Estación Tucuruvi
La Estación Tucuruvi es una de las estaciones de la Línea 1–Azul del Metro de São Paulo. Fue inaugurada el 29 de abril de 1998, dentro de los planes de expansión hacia el norte de Línea 1.
Hasta 1965, en un lugar muy cercano, funcionaba la vieja Estación Tucuruvi, del legendario Tramway da Cantareira, desactivado en ese mismo año.

## Ubicación
Se trata de la última estación de la Línea 1 - Azul en su sentido norte, siendo que, luego de la misma, existe una terminal de maniobras y estacionamiento de trenes. Se ubica en la Avenida Doutor Antonio Maria Laet, 100, en el distrito de Tucuruvi, en la Zona Norte.

## Características
Esta estación se encuentra semienterrada, con plataformas laterales revestidas por persianas horizontales amarillas que permiten la entrada natural de aire y luz en su interior. Tiene 8.630m² de área construida.
Posee dos salidas: una para la Avenida Doutor Antonio Maria Laet y otra en dirección sur, junto a una escalera para los usuarios que desean acceder a la calle Paranabi y a la Avenida Tucuruvi. Tiene una estructura en concreto aparente, bloqueos electrónicos y acceso para personas portadoras de deficiencia física.
La capacidad de la estación es de 30.000 pasajeros en hora pico.

### Demanda media de la estación
Estación bastante transitada, cuenta con entradas medias de 52 mil pasajeros por día, siendo la segunda más transitada de la Zona Norte, empatando con la Estación Portuguesa-Tietê, y solamente detrás de Santana, que es considerada la más concurrida en la zona norte.

### Líneas de SPTrans
Líneas de SPTrans que salen de la Estación Tucuruvi del Metro:
| Línea | Prefijo | Letrero Ida    | Letrero Vuelta       |
| ----- | ------- | -------------- | -------------------- |
| 107T  | 10      | Metro Tucuruvi | Cidade Universitária |
| 1705  | 10      | Metro Tucuruvi | Jd. São João         |
| 1709  | 10      | Metro Tucuruvi | Jd. Joana D' Arc     |
| 1720  | 21      | Metro Tucuruvi | Vila Sabrina         |
| 1765  | 10      | Metro Tucuruvi | Jd. Cabuçu           |
| 1767  | 10      | Metro Tucuruvi | Edu Chaves           |
| 1772  | 10      | Metro Tucuruvi | Jd. Filhos da Terra  |
| 1773  | 41      | Metro Tucuruvi | Vila Ayrosa          |
| 1783  | 51      | Metro Tucuruvi | Cachoeira - DIB      |

### Líneas de EMTU
Líneas de EMTU que llegan a la Estación Tucuruvi del Metro partiendo de Guarulhos:
| Línea  | Letrero Ida    | Letrero Vuelta     |
| ------ | -------------- | ------------------ |
| 003TRO | Metro Tucuruvi | Taboão da Serra    |
| 103TRO | Metro Tucuruvi | Parque Continental |
| 104TRO | Metro Tucuruvi | Bom Clima          |
| 105TRO | Metro Tucuruvi | Jardim Moreira     |
| 110TRO | Metro Tucuruvi | Jardim Bela Vista  |
| 111TRO | Metro Tucuruvi | Jardim Leda        |
| 163TRO | Metro Tucuruvi | Jardim Palmira     |
| 532TRO | Metro Tucuruvi | Jardim Acácio      |

## Alrededores de la estación[3]
- Secretaria Municipal de Abastecimiento (SEMAB)
- Shopping Metro Tucuruvi (en construcción)
- Subprefectura de Santana-Tucuruvi
- En el "Mapa de alrededores" de la estación, es posible visualizar una salida para una terminal de autobuses que nunca fue construida, que sería paralela a la línea, situándose en el lado opuesto de la Av. Doutor Antônio Maria Laet.

Educación
- Biblioteca Pública Dinah Silveira de Queiroz
- Educandário Nossa Sra. do Carmo
- Educandário São Paulo da Cruz
- EEPG Cônego João Ligabue
- EEPSG Profº Luzia Godoy
- EEPSG Profº Silva Jardim
- EESG Albino Cesar

Religión
- Iglesia Batista do Tucuruvi
- Iglesia Evangélica Pentecostal
- Iglesia Menino Jesús do Brasil
- Iglesia Metodista do Tucuruvi
- Iglesia Pentencostal "Senda de Cristo"
- Iglesia Presbiteriana Independiente
- Parroquia Nossa Sra. das Neves

## Tabla
| Sigla | Estación | Inauguración        | Capacidad                  | Integración                 | Plataformas | Posición      | Comentarios                                  |
| ----- | -------- | ------------------- | -------------------------- | --------------------------- | ----------- | ------------- | -------------------------------------------- |
| TUC   | Tucuruvi | 29 de abril de 1998 | 30 mil pasajeros hora/pico | Bilhete Único de la SPTrans | Laterales   | Semienterrada | Estación con estructura de concreto aparente |